# Ошмас
Ошмас — река в России, протекает по Красновишерскому району Пермского края. Устье реки находится в 4 км от устья реки Цепёл по правому берегу. Длина реки составляет 21 км. В 3 км от устья впадает правый приток Быстрая Золотянка.

## Описание
Протекает по территории Красновишерского района Пермского края среди отрогов хребта Кваркуш. Течёт главным образом в юго-западном направлении. Притоки — Ошмасская Рассоха, Быстрая Золотянка, Белокаменная (правые); Северная Рассоха, Большая, Южная Рассоха (левые). Ширина реки у устья около 12 метров. Населённых пунктов на реке нет.

## Данные водного реестра
По данным государственного водного реестра России относится к Камскому бассейновому округу, водохозяйственный участок реки — Кама от водомерного поста у села Бондюг до города Березники, речной подбассейн реки — бассейны притоков Камы до впадения Белой. Речной бассейн реки — Кама.
Код объекта в государственном водном реестре — 10010100212111100005003.